# Ministère des Communications de l'Inde
Le ministère des Communications de l'Inde est un ministère issu de la scission du Ministère des Communications et des Technologies de l'Information, réalisée le 19 juillet 2016. 
Il se compose de deux départements : le département des Télécommunications et le département des Postes.

## Création
Le 19 juillet 2016, le ministère de la Communication et des Technologies de l'Information (en) a été scindé en ministère de la Communication et ministère de l'Électronique et des Technologies de l'Information (en).